# Спящая красавица (фильм, 2012)
«Спящая красавица» (итал. Bella addormentata) — драма итальянского режиссёра Марко Беллоккьо. Премьера фильма состоялась 5 сентября 2012 года в рамках Венецианского кинофестиваля.

## Сюжет
В 1992 году молодая Элуана Энгларо после автомобильной катастрофы вводится в кому. В 2009 году её родители решают отключить женщину от системы обеспечения жизнедеятельности. В Италии эвтаназия не принята, поэтому против них обращаются и католическая церковь и политики. На фоне этих событий развиваются четыре параллельных истории. Мария, верующая дочь сенатора Ульяно Беффарди, на митинге возмущенных христиан у здания больницы влюбляется в Роберто, отстаивающего противоположную позицию. Жена Беффарди, участвующего в принятии закона о запрете эвтаназии, находится в больнице, где невыносимо страдает от болезни. Известная актриса, испортив отношения с мужем и сыном, вместе с приглашёнными в её дом монахинями беспрестанно молится о дочери, находящейся в коме. Наркоманка Росса, пытавшаяся покончить самоубийством, впадает в беспробудный сон, и спасший её доктор Паллидо всё время находится рядом с ней. 

## В ролях
| Актёр                  | Роль                    |
| ---------------------- | ----------------------- |
| Тони Сервилло          | Ульяно Беффарди         |
| Изабель Юппер          | Божественная Мать       |
| Альба Рорвахер         | Мария                   |
| Микеле Риондино        | Роберто                 |
| Майя Санса             | Росса                   |
| Пьер Джорджо Беллоккьо | доктор Паллидо          |
| Джанмарко Тоньяцци     | муж Божественной Матери |
| Бренно Плачидо         | Федерико                |
| Фабрицио Фалько        | Пипино                  |
| Федерика Фракасси      | мать                    |
| Роберто Херлицка       | психиатр                |

## Награды и номинации
- 2012 — 69-й Венецианский кинофестиваль[4][5]:
  - премия Марчелло Мастроянни лучшему молодому актёру — Фабрицио Фалько
  - номинация на «Золотого льва» — Марко Беллоккьо
  - премия имени Брайана из Назарета — Марко Беллоккьо[6]
- 2012 — Приз критиков Международного кинофестиваля в Сан-Паулу (Бразилия) — Марко Беллоккьо[7]
- 2013 — Премия «Давид ди Донателло»[8]:
  - лучшая актриса второго плана — Майя Санса
  - номинация на лучший звук — Гаэтано Чарито и Пьерпаоло Мерафино
- 2013 — Премия «Серебряная лента» Итальянского национального профсоюза киножурналистов[9]:
  - Специальная «Серебряная лента» — Тони Сервилло
  - номинация на лучшего режиссёра — Марко Беллоккьо
  - две номинации на лучшего актёра второго плана — Фабрицио Фалько и Микеле Риондино
  - номинация на лучший сценарий — Марко Беллоккьо, Вероника Раймо и Стефано Рулли
  - номинация на лучшего художника-постановщика — Марко Дентичи
  - номинация на лучший звук — Гаэтано Чарито и Пьерпаоло Мерафино
- 2013 — Международный кинофестиваль в Бари (Италия)[10]:
  - лучший режиссёр — Марко Беллоккьо
  - лучшая музыка к фильму — Карло Кривелли
  - лучший монтаж — Франческа Кальвелли
- 2013 — Премия «Ciak d'oro» (Италия)[11]:
  - номинация на лучшего оператора — Даниэле Чипри
  - номинация на лучший монтаж — Франческа Кальвелли
  - номинация на лучшего продюсера — Марко Кименц, Джованни Стабилини и Риккардо Тоцци
  - номинация на лучший звук — Гаэтано Чарито и Пьерпаоло Мерафино
  - номинация на лучшего актёра второго плана — Роберто Херлицка
- 2013 — Премия «Golden Graals»[12]:
  - номинация на лучшую мужскую драматическая роль — Фабрицио Фалько
  - номинация на лучшую женскую драматическую роль — Альба Рорвахер
- 2013 — Номинация на приз «Золотой якорь» Международного кинофестиваля в Хайфе (Израиль) — Марко Беллоккьо[13]
- 2013 — Номинация на премию «Italian Online Movie Awards» за лучший итальянский фильм — Марко Беллоккьо[14]